# Asamblea Legislativa del Estado de Río de Janeiro
La Asamblea Legislativa del Estado de Río de Janeiro en portugués Assembleia Legislativa do Estado do Rio de Janeiro, comienza en 1834, tras la edición del "Ato Adicional" la constitución imperial y la creación del Municipio Neutro en el área actualmente comprendida por la ciudad de Río de Janeiro, pasando esta a ser separada de la provincia.
Tan pronto se estableció la capital de esa provincia en Vila Real de Praia Grande, hoy Niterói, se fundó la "Assembleia Legislativa" de la Provincia de Río de Janeiro, responsable de representar los anhelos del pueblo fluminense. Su sede, hasta la década de 1920, quedaba junto al Palacio Municipal de Niterói, en el Jardín São João, en el centro de Niterói, entonces capital, hasta la creación de su propia sede, situada en la plaza de la República de Niterói.
Tras la promulgación de la Ley complementar número 20, que decretaba, el 15 de marzo de 1975, la fusión de los estados de Río de Janeiro y de Guanabara, la ALERJ fue transferida de la Asamblea Lesgislativa de la Plaza de la República de Niterói al Palacio Tiradentes, situado en la calle de la Asamblea de Río de Janeiro, en el centro de la ciudad de Río, donde anteriormente funcionaba la Asamblea Legislativa del Estado de la Guanabara (ALEG), y antes la Cámara de los Diputados de Brasil, hasta el año 1960, cuando se creó Brasilia. El edificio que ocupaba pasa, entonces, a ser sede del pleno del ayuntamiento de Niterói.
Actualmente (2010), posee 70 diputados, cuyo mandato terminará en 2011, su actual presidente es Jorge Picciani. Actualmente, 33 de los 70 diputados de la ALERJ responden en procesos judiciales por diversos crímenes, entre ellos homicidio y conspiración para el crimen. 